# CrossOver (software)
CrossOver es un programa comercial que permite ejecutar aplicaciones populares de Windows en un sistema Linux, Mac, ChromeOS o Solaris sin necesidad de una instalación de Windows. Es una derivación de WINE con varios parches añadidos, y herramientas de configuración.
Crossover está producido por CodeWeavers, que emplea a varios programadores de WINE y contribuye con código al proyecto WINE de código abierto según GNU LGPL.
Las aplicaciones soportadas son Microsoft Office 2007, 2003, XP, 2000 y 97, Microsoft Outlook 2000, Microsoft Access 2000, Microsoft Visio 2000, Microsoft Internet Explorer 6, Macromedia Dreamweaver MX, Macromedia Flash MX, Adobe Photoshop, Lotus Notes, Quicken y Mapsonic. El programa también se integra correctamente con GNOME y KDE.
Ahora tiene un soporte mejorado para Microsoft Office 2007, Photoshop CS2, iE 7 y Quicken 2009.

## Software para Windows soportado
- Productividad
  - Microsoft Office 2010, 2007, 2003, XP, 2000 y 97
  - Microsoft Project
  - Microsoft Internet Explorer 6
  - Adobe Dreamweaver MX, Adobe Flash MX, Adobe Photoshop 7, Adobe Photoshop CS (8.0)
  - Lotus Notes
  - Quicken
  - dBpowerAMP Music Converter
  - Zune Software
  - Varios plugins para navegadores como QuickTime y Windows Media Player
- Juegos
  - ChessBase
  - Counter-Strike
  - Half-Life 2
  - Prey
  - World of Warcraft
  - EVE Online
  - Call of Duty 2
  - Team Fortress 2
  - La mayoría de videojuegos que utilizan Steam
- Varios
  - iTunes 4.9.0
  - Quicktime 7

Una lista completa se puede encontrar en la página web de CodeWeavers.